# Pesoz
Pesoz ist eine Gemeinde in der Autonomen Region Asturien im Norden Spaniens.

## Lage
Das Gemeindegebiet grenzt an Illano im Norden, Grandas de Salime im Süden, Allande im Westen und San Martín de Oscos im Osten.

## Geschichte
Funde aus der Steinzeit, bestätigen die frühe Besiedelung der Region. So wurden Hünengräber und Dolmen gefunden, die noch heute sehr beeindruckende Zeugnisse dieser Epoche sind.
Mehrere Wallburgen zeugen auch von der Besiedelung durch die Gallaeker und Asturer.

## Geologie und Klima
Der überwiegend aus Kalk- und Schiefer bestehende Untergrund mit dem Cornomandil (856 m) als höchste Erhebung gibt dem hier angebauten Wein sein typisches Terroir.
Die Gemeinde wird vom Rio Navia, vom Río Agüeiria und einem seiner Zuflüsse, dem Rio Ahío durchquert.
Wie in weiten Teilen Asturiens herrscht durch die Nähe zum Golfstrom herrscht hier ein beinahe mediterranes Klima mit warmen Sommern und milden Wintern vor, im Frühling und Herbst kommt es mitunter zu relativ starken Stürmen.

## Wirtschaft
Land- und Viehwirtschaft prägen die kleine Gemeinde, in alter Tradition wird hier auch Wein angebaut, durch den Kalkschieferboden entsteht hier ein harter, vollfruchtiger Rotwein der zu den angebotenen Speisen (speziell Wild, Rindfleisch und interessanterweise Forelle) ausgezeichnet korrespondiert.
|                                                                                                | Beschäftigte | Anteil in Prozent |
| ---------------------------------------------------------------------------------------------- | ------------ | ----------------- |
| TOTAL                                                                                          | 44           | 100               |
| Ackerbau, Viehzucht und Fischerei                                                              | 29           | 65,91             |
| Industrie                                                                                      | 0            | 0,00              |
| Bauwirtschaft                                                                                  | 0            | 0,00              |
| Dienstleistungsbetriebe                                                                        | 15           | 34,09             |
| Statistisches Amt für Wirtschaftliche Entwicklung in Asturien, Stand 2009 (PDF; 109 kB), SADEI |              |                   |

## Bevölkerungsentwicklung der Gemeinde
Quelle: INE-Archiv – grafische Aufarbeitung für Wikipedia

## Politik
| Historische Entwicklung im Gemeinderat von Pesoz | Historische Entwicklung im Gemeinderat von Pesoz | Historische Entwicklung im Gemeinderat von Pesoz | Historische Entwicklung im Gemeinderat von Pesoz | Historische Entwicklung im Gemeinderat von Pesoz | Historische Entwicklung im Gemeinderat von Pesoz | Historische Entwicklung im Gemeinderat von Pesoz | Historische Entwicklung im Gemeinderat von Pesoz | Historische Entwicklung im Gemeinderat von Pesoz | Historische Entwicklung im Gemeinderat von Pesoz | Historische Entwicklung im Gemeinderat von Pesoz |
| Partei                                           | 1979                                             | 1983                                             | 1987                                             | 1991                                             | 1995                                             | 1999                                             | 2003                                             | 2007                                             | 2011                                             | 2015                                             |
| ------------------------------------------------ | ------------------------------------------------ | ------------------------------------------------ | ------------------------------------------------ | ------------------------------------------------ | ------------------------------------------------ | ------------------------------------------------ | ------------------------------------------------ | ------------------------------------------------ | ------------------------------------------------ | ------------------------------------------------ |
| CD / AP / PP                                     |                                                  |                                                  |                                                  |                                                  |                                                  |                                                  |                                                  |                                                  | 1                                                |                                                  |
| FAC                                              |                                                  |                                                  |                                                  |                                                  |                                                  |                                                  |                                                  |                                                  |                                                  |                                                  |
| PSOE                                             |                                                  |                                                  |                                                  |                                                  |                                                  |                                                  |                                                  |                                                  | 4                                                | 5                                                |
| Total                                            | 5                                                | 5                                                | 5                                                | 5                                                | 5                                                | 5                                                | 5                                                | 5                                                | 5                                                | 5                                                |

## Sehenswürdigkeiten
- Burg San Isidro
- Burg Santa Cruz
- Las Furadías (alte Münzpresse)
- Palacio (Stadtpalast) de Ron in Pesoz
- Pfarrkirche in Santiago
- Alte Steinhäuser von Argul

## Feste
- 13. Juni in Francos – San Antonio
- 14. bis 16. August in Pesoz „Asunción de Nuestra Señora“
- 30. November in Pesoz – Feria de San Andrés

## Parroquias
Die Gemeinde ist zugleich das einzige Parroquias.

## Weiler und Dörfer
- Argul – 10 Einwohner (2006)
- Lijon
- Brañavieja – 5 Einwohner (2006)
- Seran – 16 Einwohner (2006)
- Sanzo – 42 Einwohner (2006)
- Villabrille – 19 Einwohner (2006)
- Pelorde – 17 Einwohner (2006)
- Francos – 12 Einwohner (2006)
- Cela – 3 Einwohner (2006)
- Villarmarzo – 10 Einwohner (2006)
- San Pedro de Agüeira – 2 Einwohner (2006)